# Antoine Doinel
Antoine Doinel è un personaggio cinematografico inventato dal regista francese François Truffaut e interpretato da Jean-Pierre Léaud che appare in cinque opere: quattro lungometraggi e un corto (o meglio un episodio di un film).

## Truffaut, Doinel e Léaud

François Truffaut e Claude Jade alla première del loro terzo film comune, L'amore fugge (1979)

Doinel può essere visto come un alter ego del cineasta, che mise dentro al personaggio tutto se stesso, le sue esperienze adolescenziali di ragazzo non certo modello, i suoi rapporti con la madre e il patrigno, trovando nel giovanissimo Jean-Pierre Léaud l'interprete ideale. Doinel debutta nel suo primo lungometraggio: I quattrocento colpi. Il risultato è un personaggio che è un misto inestricabile di Truffaut e Léaud.
Dopo I quattrocento colpi, Truffaut non aveva programmato di dare un seguito al personaggio Doinel e alla sua storia. In un primo tempo scartò l'idea - come dichiarò in un'intervista, «per una ragione sciocca: per paura di approfittare del successo de I quattrocento colpi».
Il personaggio ritornò per caso, qualche anno dopo, in Antoine e Colette, episodio de L'amore a vent'anni: «quando mi chiesero di fare un episodio, io non avevo idee su come illustrare il tema ed allora pensai di riprendere Jean-Pierre, che in quel momento era un po' sbandato» (da un'intervista rilasciata nel 1974 a Dominique Maillet, ma pubblicata solo nel 1984 sul n. 105 di Cinématographe).
In effetti Léaud diventerà l'attore feticcio di Truffaut e lavorerà con lui non solo nelle altre tre pellicole del ciclo di Doinel (Baci rubati, Non drammatizziamo… è solo questione di corna e L'amore fugge), che seguono la crescita e le esperienze giovanili del personaggio fino alla maturità, ma anche in altri due film-chiave: Le due inglesi e Effetto notte.
Truffaut si innamorò dell'attrice principale Claude Jade dopo le riprese di Baci rubati. Il matrimonio fu programmato per giugno 1968, ma non ebbe luogo. Ma da allora Claude Jade è stata anche la partner di Léaud nei due sequel del ciclo Doinel.

## Le donne di Doinel

### Christine Darbon-Doinel
Accanto a Léaud, in tre dei cinque film troviamo Claude Jade nel ruolo di Christine Darbon, ragazza per bene e di buona famiglia, musicista e insegnante di violino. Christine in un primo tempo non vuole saperne di Antoine, poi diventa la sua fidanzata (Baci rubati), quindi moglie e madre di suo figlio (Non drammatizziamo... è solo questione di corna), infine ex moglie e buona amica (L'amore fugge). Christine è prudente e ingenua in Baci rubati, morbida e amara in Non drammatizziamo…, indipendente e determinata in L'amore fugge: il suo personaggio cambia ed evolve man mano che gli episodi passano.
In una scena di Non drammatizziamo... è solo questione di corna, rivolto alla moglie Christine che se ne sta andando, Antoine dice: "Sei la mia sorellina, sei mia figlia, sei mia madre…" Christine gli risponde: "Avrei voluto essere la tua donna."

### Colette
Il personaggio di Colette, l'amore non corrisposto di Antoine, interpretato da Marie-France Pisier in Antoine e Colette (episodio del film L'amore a vent'anni), torna a distanza di 16 anni in L'amore fugge; mentre in Baci rubati appare per 20 secondi, in un'unica sequenza, incrociando Doinel mentre attraversa la strada col marito e il figlio.

### Fabienne Tabard
Fabienne Tabard, moglie di uno dei suoi datori di lavoro in Baci rubati. Con lei Doinel passerà solo qualche ora d'amore, ma la signora Tabard (Delphine Seyrig) si imprimerà così profondamente nella sua memoria che nel film seguente gli basterà sentir pronunciare casualmente in televisione una sua frase per rimanere sconvolto.

### Kyoko
Assai meno esaltante, in Non drammatizziamo... è solo questione di corna, è la relazione adulterina consumata con una graziosa giapponese di nome Kyoko, con la quale Doinel si annoierà a tal punto da decidere di tornare dalla moglie.

### Liliane
Tra il penultimo e l'ultimo capitolo della serie, Antoine ha una relazione con Liliane (interpretata da Dani), che perciò in L'amore fugge fa parte del club delle ex di Doinel. La storia tra Antoine e Liliane è raccontata in un flashback per il quale Truffaut ricorre anche ad alcune sequenze di Effetto notte – dove i personaggi interpretati da Léaud e Dani sono amanti – montate insieme a sequenze originali con Claude Jade.

### Sabine Barnerias
L'ultima donna di Doinel, sempre in L'amore fugge, è la giovane Sabine (interpretata da Dorothée), certamente la più allegra tra le sue innamorate. La scena finale in cui Antoine e Sabine decidono di vivere la loro storia pur senza sapere come andrà a finire, è la perfetta conclusione del ciclo: un finale lieto e al tempo stesso aperto.

## Teatro
Lo spettacolo Le roman d'Antoine Doinel è un adattamento teatrale dei cinque film diretti da François Truffaut tra il 1959 e il 1978 – Les 400 coups, Antoine et Colette, Baisers volés, Domicile conjugal e L'amour en fuite – che raccontano le avventure di Antoine Doinel, in cinque diverse età e attraverso diverse epoche. Nel 2019, il drammaturgo belga Antoine Laubin ha creato lo spettacolo Le roman d'Antoine Doinel. Partendo dalla separazione di Antoine e Christine nell'ultimo film del ciclo come trama portante, ha collegato tutti i film in un'unica opera teatrale. I ruoli principali sono stati interpretati da Adrien Drumel (Jean-Pierre Léaud/Antoine) e Sarah Lefèvre (Claude Jade/Christine). Lo spettacolo è stato presentato in anteprima al De Facto di Bruxelles nel 2019. Le roman d'Antoine Doinel si basa in parte sulla struttura di questa sezione, che chiude la 'pentalogia' o ciclo di Doinel. Dai turni alle pause, in un dispositivo che serve alla corsa incessante del personaggio, Antoine Laubin disegna a sua volta un caleidoscopio ritmico e giocoso, fedele alla grammatica dei film e allo spirito del loro regista. (Sceneweb)     